# Vitlycke museum

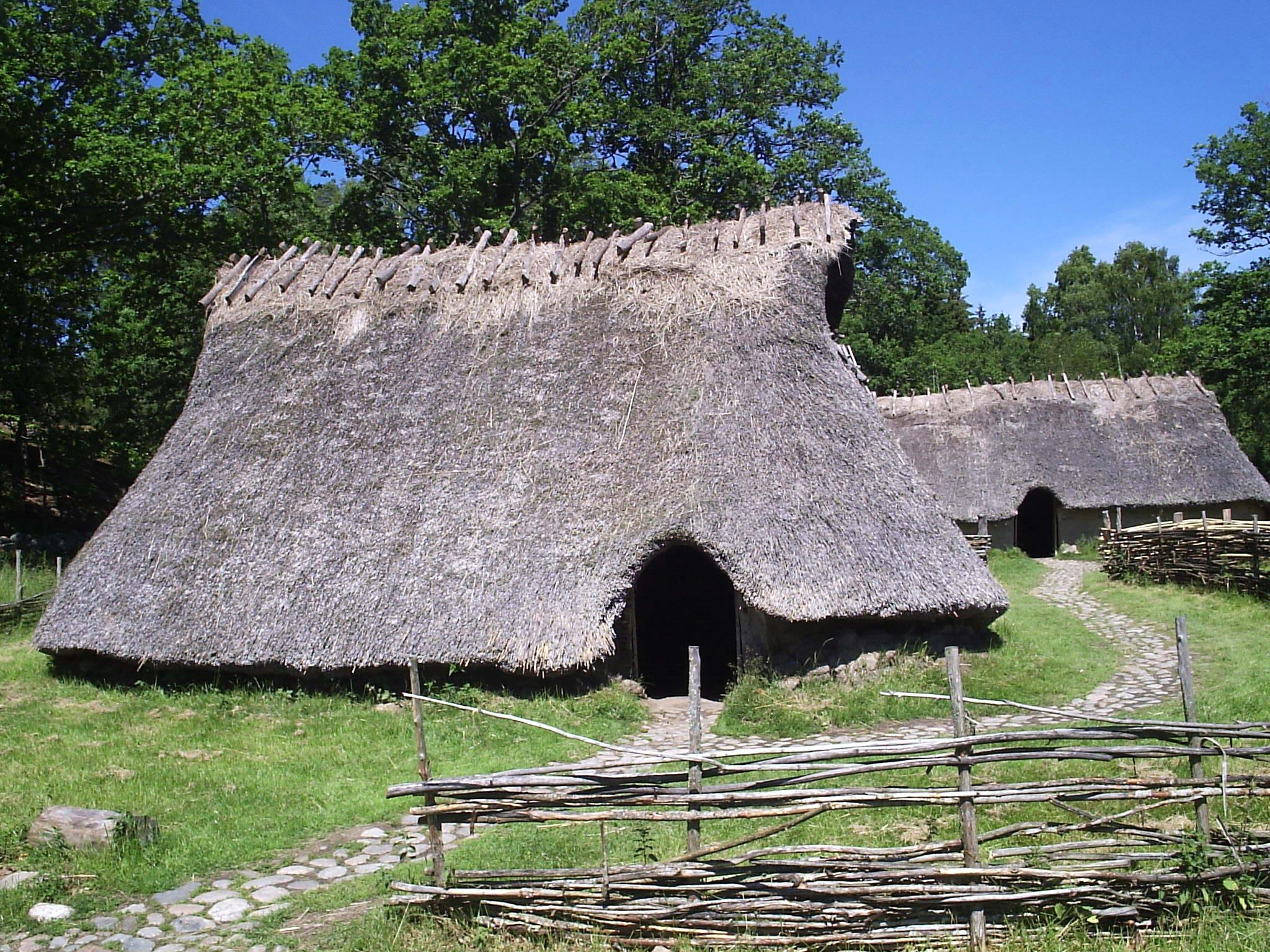
Rekonstruerad bronsåldersgård.

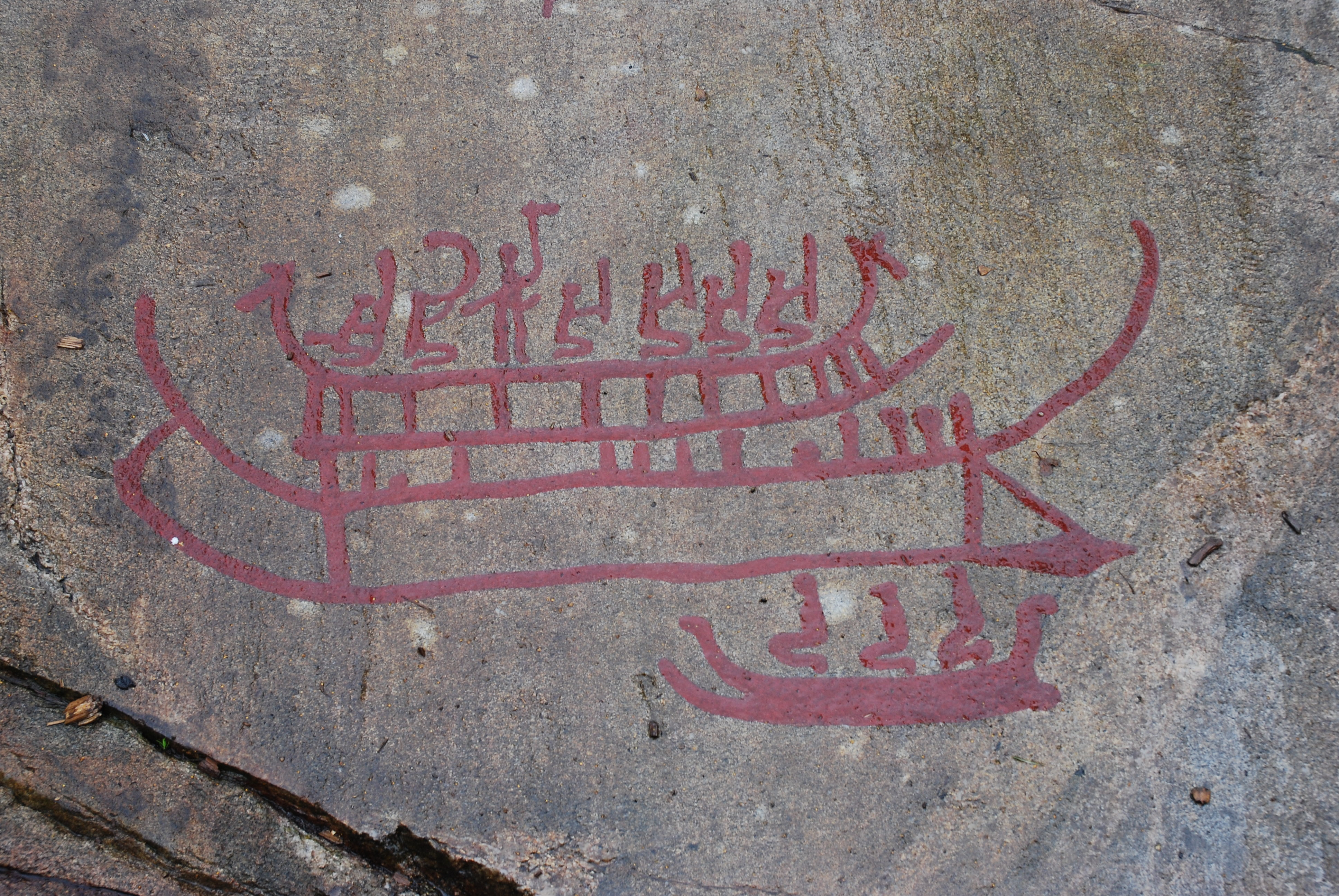
Skepp, Vitlycke.

Vitlycke museum är ett museum och en del av Västarvet. Det ligger i Tanums världsarvsområde och är ett informationscentrum för hela världsarvsområdet. Där finns utställningar, bildspel, informations- och barnlekrum, butik och café/restaurang. Museet invigdes 1998 och ritades av Carl Nyréns arkitektkontor.
Intill museibyggnaden ligger en rekonstruerad bronsåldersgård bestående av två långhus och ett antal odlingar och hägn. Där finns även en verkstad där hantverksmetoder från bronsåldern visas.
Norra Bohuslän är Sveriges hällristningstätaste område, Tanums socken det allra främsta området och den mest kända lokalen där är Vitlyckehällen. Hällristningarna i området dateras till bronsåldern med övervikt till den senare hälften av perioden samt början av järnåldern. Hällristningarna i området är ett världsarv.